# Siril
Siril és un programari per a l'astrofotografia, que permet el pre-processament i processament d'imatges de qualsevol tipus de càmera (CCD, càmera planetària, càmera web, etc.). Les imatges s'han de convertir al format FITS de 32 bits, que és el format nadiu de Siril. També, és possible utilitzar el format SER (limitat a 16 bits), generalment utilitzat durant les adquisicions planetàries o de cel profund "ràpides", sense conversions prèvies.
Basat en l'entorn GNOME és un programari lliure, multiplataforma i distribuït sota els termes de la llicència GPL de GNU.

## Història
Siril, és a dir IRIS (escrit a l'inrevés), és un projecte que fou llançat el 2005 per François Meyer. Dissenyat originalment per cobrir el buit en programari de processament d'imatges astronòmiques sota el sistema GNU/Linux. Inicialment, va ser desenvolupat per ser un clon del programari de Christian Buil, IRIS. El 2012, un nou equip es va fer càrrec del desenvolupament del projecte, abandonat el 2007, per tal de satisfer les necessitats creixents dels astrofotògrafs. Avui en dia, Siril pot treballar sota els principals sistemes operatius, incloent Windows.

## Característiques
- Multiplataforma, es pot executar a GNU/Linux, FreeBSD, MacOS i Windows. També és possible instal·lar Siril sota màquines amb recursos molt limitats com raspberry Pi que treballa sota l'arquitectura ARM.
- Siril permet la conversió d'un gran nombre de formats d'imatges i vídeos a FITS.
- El calibratge, alineació i apilament d'imatges astronòmiques es realitza navegant a través de les pestanyes del "centre de control". També es disposa d'un algoritme per a la detecció i correcció automàtica de píxels defectuosos fora de la pestanya, al menú Processament d'imatges.
- Des de la versió 0.9.7, s'ha afegit l'alineació global que utilitza un algoritme reconegut per a aquesta tasca gràcies a la biblioteca OpenCV. De fet, Siril permet alinear automàticament les imatges obtingudes amb instruments de diferents longituds focals.
- Alguns algoritmes de processament d'imatges estan disponibles al menú estàndard: Transformació de l'histograma, calibratge del color, reducció de bandes...
- Siril disposa d'una eina d'anàlisi fotomètrica. Essent possible estudiar els moviments d'exoplanetes,[4] la variabilitat de les estrelles o fins i tot les ocultacions. Aquesta eina requereix la instal·lació de gnuplot.
- Des de la versió 0.9.9, s'ha integrat a Siril la capacitat de crear scripts. Tot el que heu de fer és deixar anar els scripts amb l'extensió .ssf en la carpeta anomenada "scripts", la ubicació de la qual està definida a la configuració del programa. Després d'un reinici, apareix una nova entrada de menú que permet l'execució dels scripts instal·lats. Preprocessament + alineació + apilament, es pot automatitzar completament.
- També des de la versió 0.9.9, és possible llançar Siril a través de la consola i executar un script sense la GUI. Això pot ser útil, en dirigir un telescopi de forma remota si només voleu recuperar la imatge pre-processada. Per exemple, introduïu l'ordre següent en al terminal:

```
siril -s ~/.siril/scripts/Traitememnt.ssf -d ~/Images/M31
```

executa l'script Processing.ssf al directori d'imatges M31.
- La versió 0.9.10 introdueix una nova característica: les ordres es poden enviar a través d'una canonada mentre els registres i l'estat es poden obtenir a través d'una altre. El mode s'activa utilitzant l'argument de la línia d'ordres -p.

## Formats nadius

### FITS
Actualment, Siril treballa internament amb imatges de coma flotant, FITS de 32 bits. Els usuaris poden configurar el programa per treballar en format FITS de 16 bits sense signar, per guanyar temps de computació i espai de disc en detriment de precisió d'imatge. La compressió d'imatges FITS és compatible des de la versió 0.99.4.

### SER
El format d'arxiu SER és un format de seqüència d'imatge simple, similar a pel·lícules sense comprimir. Els fitxers d'aquest format, preferits pels astrofotògrafs en imatges planetàries, no necessiten ser convertits i es poden editar sobre la marxa.